# 代表的日本人
『代表的日本人』（だいひょうてきにほんじん、原題:Representative Men of Japan／Japan and the Japanese）は、内村鑑三による英語の著作である。西郷隆盛、上杉鷹山、二宮尊徳、中江藤樹、日蓮の生涯が紹介されている。

## 西郷隆盛評
ペリー提督を「最高に人道を重んじる人物」と評した（個人的見解を示した）上で、そのペリーに対応する人物が西郷隆盛であると記し、西郷を語る上で、中国思想である陽明学に影響を受けたこと、この陽明学がキリスト教に最も近いものと説明し、それに対して、朱子学は保守的であり、江戸時代の支配層は陽明学がキリスト教に近かったために弾圧したとする。西郷よりも優れた人物はいたとする一方、西郷無しには維新革命は起こらなかったことを強調し、西郷の代えとなる人物はいないと述べている。東アジアの統合は、列強国に並ぶために必要な道であったと肯定しつつ、西郷という人物は、ジョージ・ワシントンを理想として、ナポレオン・ボナパルトのような侵略者を嫌悪したと、アメリカ寄りの解釈をしている。西郷の征韓論に関しても、朝鮮側が無礼を重ねたためであったとした上で、西郷の言動は天の法に則った行動であると記す。西郷の死に関する話として、敵将がその顔を見て、「安らかな顔をしている」といったと記している。生前の人柄に関して、無欲かつ遺族に財産を残さなかった逸話を紹介し、それでも（一度敵対した）国が遺族の面倒を見たことは、近代経済国では珍しいこととする。「戦いを恐れ、安易に平和を求めるのは商法支配所と呼ばれるべきで政府とは言い難い」と記すなど、内村自身の戦いを否定していない見解が見られる。

## 訳書
- 鈴木範久 訳『代表的日本人』（岩波文庫、1995年）